# Wólka Krasienińska
Wólka Krasienińska (pronunciación en polaco: /ˈvulka kraɕɛˈɲij̃ska/) es un pueblo ubicado en el distrito administrativo de Gmina Kamionka, dentro del Condado de Lubartów, Voivodato de Lublin, en Polonia oriental. Se encuentra aproximadamente a 7 kilómetros al sur de Kamionka, a 10 kilómetros al suroeste de Lubartów, y a 20 kilómetros al norte de la capital regional Lublin.